# Re'uven Barkat
Re'uven Barkat (hebrejsky ראובן ברקת‎, rodným jménem ראובן בורשטיין‎, Reuven Borstein; 25. října 1906 – 5. dubna 1972) byl izraelský politik a poslanec Knesetu za strany Ma'arach, Izraelská strana práce a opět Ma'arach.

## Biografie
Reuven Borstein se narodil ve městě Tauragė v tehdejší Ruské říši (dnes Litva). Vystudoval židovskou náboženskou základní školu a ješivu, dále židovské gymnázium v Litvě, právo a literaturu na Pařížské univerzitě a na Štrasburské univerzitě. V roce 1926 přesídlil do dnešního Izraele.

## Politická dráha
Patřil mezi zakladatele sionistické organizace he-Chaluc ha-Ca'ir v Litvě. Předsedal Svazu hebrejských studentů v diaspoře. V letech 1928–1933 se angažoval v osadnických aktivitách a zakládání zemědělských židovských sídel v dnešním Izraeli. V letech 1933–1938 zajišťoval přesun židovského majetku z Německa do dnešního Izraele. V letech 1940–1946 byl generálním tajemníkem Národního výboru pro židovské vojáky. Od roku 1946 působil jako člen politického oddělení odborové centrály Histadrut. Byl pak členem jejího ústředního výboru. Později zde předsedal arabskému oddělení. Roku 1961 jmenován izraelským velvyslancem v Norsku. V letech 1962–1966 byl generálním tajemníkem strany Mapaj.
V izraelském parlamentu zasedl poprvé po volbách v roce 1965, do nichž šel za Ma'arach. Byl členem výboru pro vzdělávání a kulturu a výboru pro zahraniční záležitosti a obranu. V průběhu funkčního období ovšem dočasně přešel do poslaneckého klubu Izraelské strany práce, aby se nakonec vrátil do Ma'arach. Za ni získal poslanecký mandát i ve volbách v roce 1969. Stal se předsedou Knesetu a členem překladatelského výboru. Zemřel během výkonu poslaneckého mandátu. Jeho křeslo poslance zaujal Avi'ad Jafe.